# Schefflera villosissima
Schefflera villosissima là một loài thực vật có hoa trong Họ Cuồng cuồng. Loài này được Fiaschi & Pirani mô tả khoa học đầu tiên năm 2005.